# Викорст, Осип Иванович
Осип (Иосиф) Иванович Викорст (1773—1835) — офицер Российского императорского флота, участник Русско-шведской войны (1788—1790) годов, Красногорского и Выборгского сражений, Средиземноморского похода, Русско-турецкой войны (1806—1812) годов. Георгиевский кавалер за 18 морских кампаний, капитан 1 ранга. Основатель морской династии Викорстов.

## Биография
Осип Иванович Викорст родился в 1773 году, происходил из дворян Лифляндской губернии. 
 

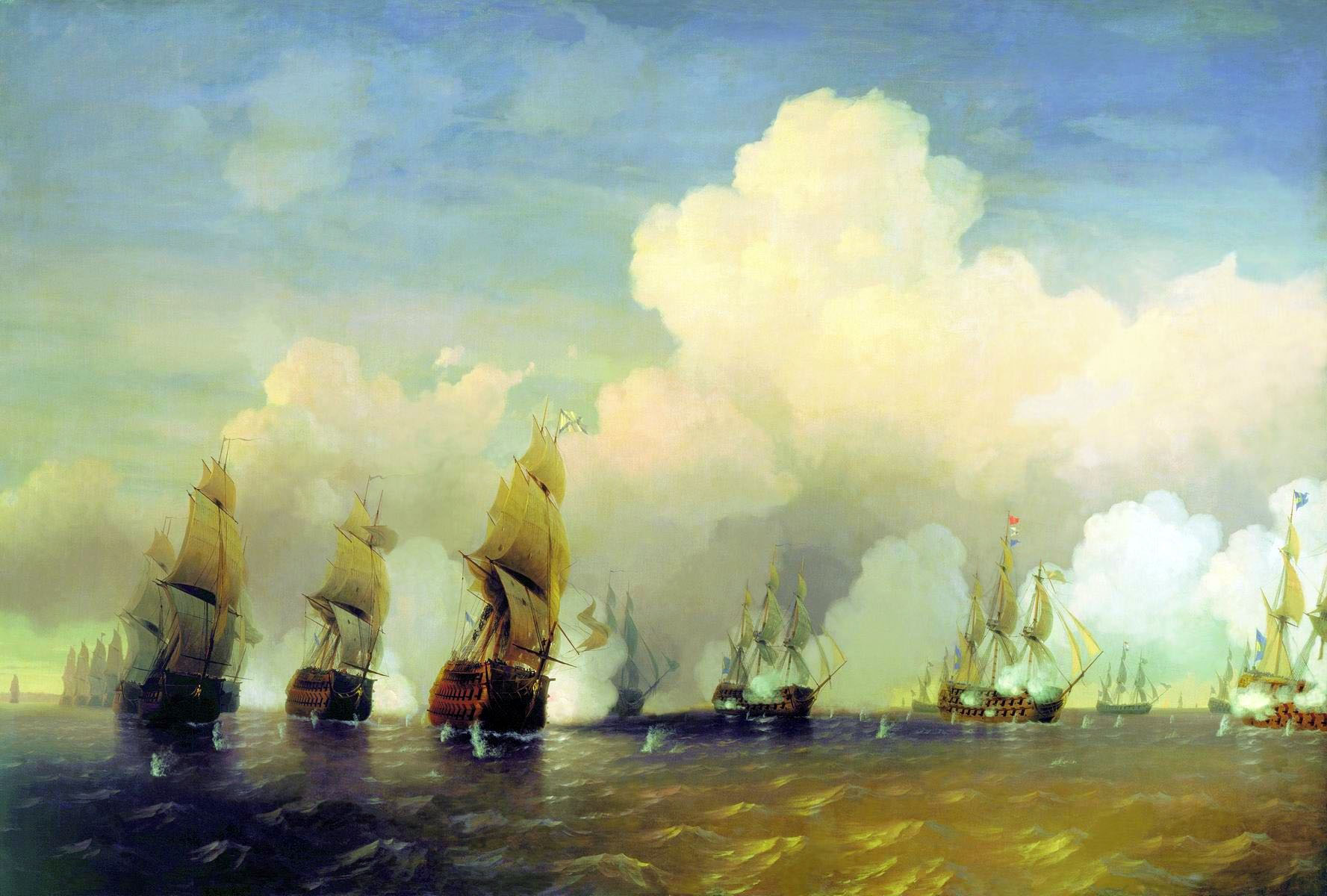
Боголюбов А.П.. Сражение русского флота со шведским флотом в 1790 году вблизи Кронштадта при Красной Горке

3 сентября 1781 года поступил кадетом в Морской корпус. 1 мая 1790 года произведён в гардемарины. Проходил корабельную практику в Балтийском море. На фрегате «Брячислав» в ходе русско-шведской войны участвовал 23—24 мая 1790 года в Красногорском сражении, а 22 июня — в Выборгском сражении. Награждён медалью за службу и храбрость. 

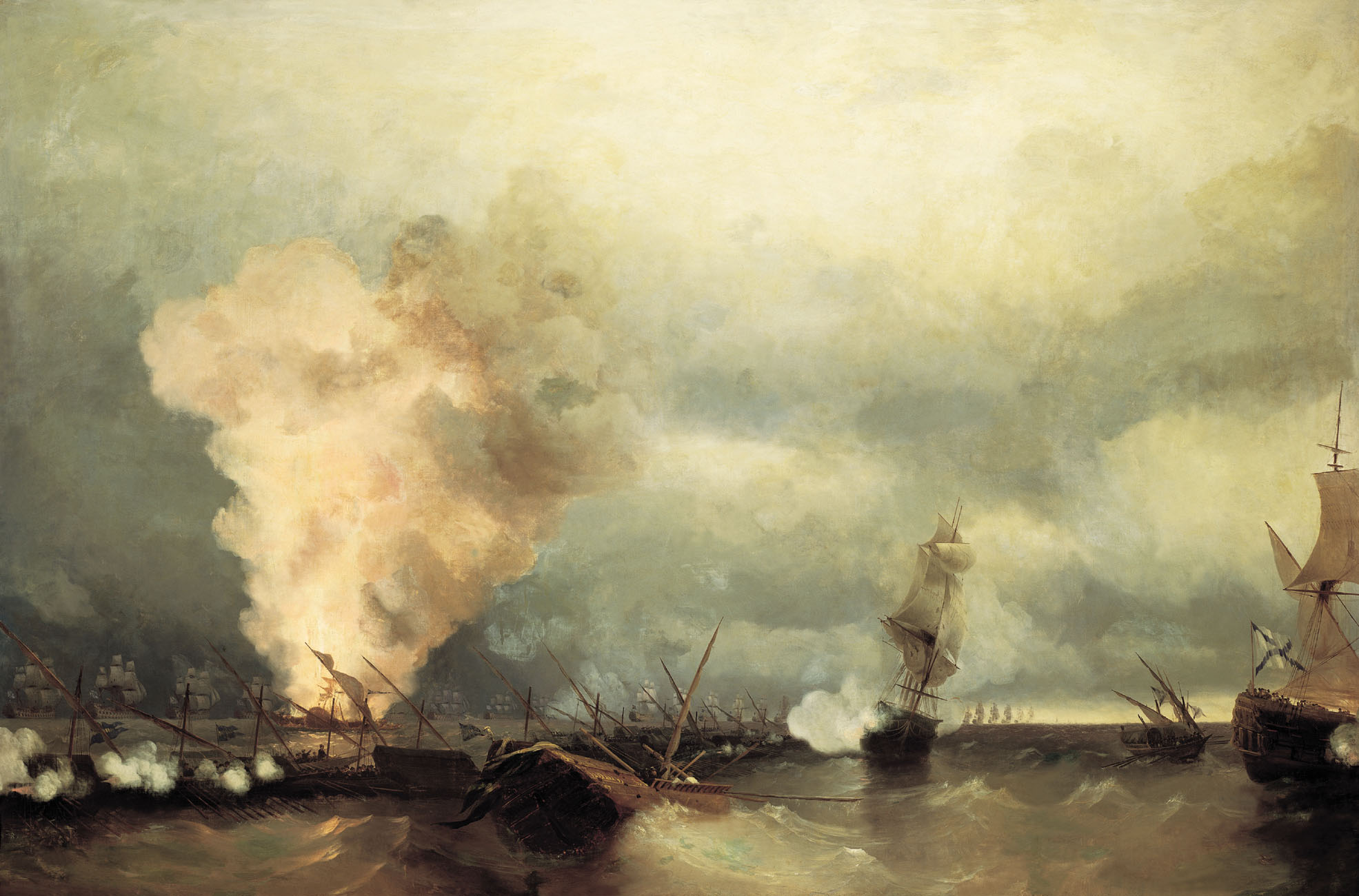
И. К. Айвазовский. Морское сражение при Выборге.

 На корвете «Евсевий» и корабле «Иезекиль» крейсировал в Балтийском море. 7 мая 1792 года произведён в мичманы. На фрегате «Воин» в составе эскадры находился в практических плаваниях в Финском заливе.
Был переведён на Черноморский флот. В 1798 году, во время войны с Францией 1798—1800 годов, на фрегате «Святой Михаил», в составе эскадры вице-адмирала Ф. Ф. Ушакова участвовал в боевых действия русского флота у берегов Греции и Италии . 10 августа 1799 года «…по случаю одержания в неапольском королевстве над французами и тамошними бунтовщиками победы» мичман Викорст был награждён орденом Святой Анны 3 степени. 9 мая 1799 года произведён в лейтенанты. В 1802 году на фрегате «Святой Михаил» вернулся из Корфу в Севастополь.
В 1804 году Викорст едва не погиб в кораблекрушении у берегов Мингрелии. 8 декабря 74-пушечный линейный корабль «Тольская Богородица» под командованием капитана 1-го ранга  И. А. Шостака у берегов Мегрелии близ устья реки Хоби в результате сильнейшей бури был разбит и затонул. Погибла большая часть команды во главе с командиром. Нескольким офицерам, в том числе Викорсту, и части нижних чинов удалось спастись. Лейтенант Викорст, как старший из оставшихся в живых офицеров, представил подробный рапорт Морскому министру о кораблекрушения.
В 1805—1807 годах командовал бригантиной «Фома», которая в качестве брандвахтенного корабля находилась в Евпатории. 16 ноября 1807 года за 18 морских кампаний был награждён орденом Святого Георгия 4-й степени (№ 1895) .
В 1808—1809 годах был командиром трофейного полакра «Экспедицион», на которой крейсировал в Чёрном море, а в октябре-ноябре 1809 года в составе отряда кораблей капитана 1 ранга Л. И. Макшеева ходил к Варне.
1 марта 1810 года произведён в капитан-лейтенанты и назначен командиром фрегата «Назарет», в мае крейсировал у устья Дуная и Варны, а в июне — у берегов Абхазии. 9 июля фрегат вёл бомбардировку укреплений крепости Сухум-Кале. После капитуляции крепости 11 июля, ушёл в Севастополь. 6 октября фрегат вышел в море в составе эскадры контр-адмирала А. А. Сарычева и к 11 октября подошёл к Трапезунду. Вёл бомбардировку крепостных батарей, а 17 октября обеспечивал высадку десанта, после чего картечным огнём прикрывал посадку войск обратно на суда. 30 октября с другими судами эскадры вернулся в Севастополь. Был награждён орденом Святой Анны 2-й степени.
В 1811 году назначен командиром линейного корабля «Варахаил» , на котором с 27 июня по 15 августа 1811 года в составе эскадры вице-адмирала P. P. Галла выходил в крейсерство в район Варна к проливу Босфор, а в 1812—1813 годах находился на Севастопольском рейде для обучения экипажей.
В 1814 году в должности эскадренного майора служил в Севастополе. В 1815 году командовал транспортом «Рион». В 1816 году принял командование над линейным кораблем «Красной» и перевёл его с места постройки из Херсона в Севастополь. С 1817 по 1822 год был командиром фрегата «Минерва», в составе эскадр ежегодно выходил в практические плавания в Чёрное море. 28 февраля 1819 года произведён в капитаны 2-го ранга.
30 августа 1824 года произведён в капитаны 1-го ранга. В 1826 году перевёл линейный корабль «Иоанн Златоуст» с места постройки из Херсона в Севастополь. В 1827 году награждён орденом Святого Владимира 4-й степени и императорской короной к ордену Святой Анны 2-й степени. Последнее место службы — капитан над Севастопольским портом.
Умер Осип Иванович Викорст в 1835 году. Похоронен в Севастополе, могила не сохранилась.

## Семья
Осип Иванович Викорст был женат на Марье Николаевне Балданевой, дочери коллежского асессора. В семье было 11 детей, пять дочерей — Катерина, Софья, Александра, Варвара, Ольга и шесть сыновей, которые (кроме Александра) стали военными моряками, участвовали в Крымской войне:
- Николай (1814—1864) — участник обороны Севастополя, Георгиевский кавалер за 18 морских кампаний, капитан 2 ранга.
- Иван (1820—1895) — служил на кораблях Черноморского и Балтийского флотов. В начале Крымской войны на корабле «Бриен» находился в составе эскадры, защищавшей крепость Свеаборг от нападения англо-французских войск, капитан 1 ранга.
- Егор (1821—1855) — участник обороны Севастополя, лейтенант, командир 3-го бастиона, погиб от смертельного ранения в 1855 году. Георгиевский кавалер за отличие.
- Дмитрий (1833-?) — участвовал на корабле «Великий князь Константин» в Синопском сражении и Крымской войне, капитана 1 ранга. С 1862 года — ялтинский городничий.
- Эммануил (1827—1896) — участник обороны Севастополя, командовал батарей на 6-м бастионе оборонительной линии, был контужен в голову. После войны командовал кораблями Черноморского флота «Алушта», «Вепрь», «Тамань» и «Память Меркурия», затем состоял помощником по морской части начальника обороны Керчи, инспектором училища для дочерей нижних чинов морского ведомства в г. Николаеве. Произведён в контр-адмиралы с назначением командиром 2 черноморского флотского Его Королевского Высочества герцога Эдинбургского экипажа, затем — начальником отряда, состоящего из учебно-минного, всех миноносок и судов практического плавания. Имел двух дочерей и четырёх сыновей:
  - Николай (1873—1944) — контр-адмирал.
  - Константин (1879-?) — морской офицер, участник русско-японской войны и Цусимского сражения, во время которого попал в плен к японцам.
  - Михаил (1881-?) — умер от тифа.
  - Дмитрий (1884-?) — участник Первой мировой войны, попал в плен, после освобождения уехал в Харьков.